# Linsphe
Koordinaten: 51° 5′ 1″ N, 8° 36′ 52″ O
Linsphe ist eine Dorfwüstung in der Gemarkung von Bromskirchen, einem Ortsteil der Gemeinde Allendorf (Eder) im nordhessischen Landkreis Waldeck-Frankenberg.

## Geographie
Der Ort befand sich etwa 1,5 km südlich von Bromskirchen bzw. 12,5 km westlich der Kernstadt von Frankenberg (Eder). Seine genaue Lage ist nicht bekannt, wird jedoch auf 431 m Höhe über dem Nordufer des Linspherbachs zwischen der Oberlinspher Mühle und der Unterlinspher Mühle vermutet. Die Bundesstraße 236 von Allendorf (Eder) nach Hallenberg verläuft etwa 1 km östlich.

## Geschichte
Zur Geschichte des Orts ist nur sehr wenig bekannt. Ob die Bezeichnung „Leinefa“ aus dem Jahr 1059 sich auf diese Siedlung bezieht, ist unklar. Als Ortsname wurde 1296 „Lysen“ erwähnt, 1329 „Linsepe“ und 1394 „Linffe“.
1329 verkaufte der Ritter Tammo von Beltershausen die halbe Vogtei „Linsepe“ an die Brüder Conrad und Gottfried von Diedenshausen. 1390 waren offenbar die Brüder Johann und Conrad von Grafschaft Besitzer des Gerichts Linsphe, als Inhaber eines Pfands von Brosecke (Ambrosius) von Viermund zu Nordenbeck. 1394/95 erwarb Brosecke von Viermund mit dem Großteil der Diedenshausener Besitzungen auch beide Hälften der Vogtei „Linffe“.
Das Dorf ist bereits 1514 im Besitz der Landgrafen von Hessen und 1539, das Dorf war bereits wüst gefallen, verkauften die Herren von Viermund u. a. die Vogtei Linsphe an die Landgrafen von Hessen.